# Trachyphloeus bifoveolatus
Trachyphloeus bifoveolatus är en skalbaggsart som först beskrevs av Beck 1817.  Trachyphloeus bifoveolatus ingår i släktet Trachyphloeus, och familjen vivlar. Arten är reproducerande i Sverige.